# Lê Ngọc Nguyên Nhung
Lê Ngọc Nguyên Nhung (sinh ngày 12 tháng 2 năm 1984) là một nữ vận động viên môn cầu lông Việt Nam. Cô tham gia đội dự tuyển TP Hồ Chí Minh từ năm 1996, trở thành thành viên của đội tuyển quốc gia Việt Nam tham dự các SEA Games 2001, 2003, 2005. Thứ hạng cao nhất của cô là hạng 99 trên thế giới theo Bảng xếp hạng của Liên đoàn cầu lông thế giới.

## Thành tích cá nhân
Thành tích:
- HCB đơn nữ QG 2007-2009, VĐQG Đôi nữ 2009
- VĐQG đơn nữ: 2003-2005; VĐQG đôi nữ 2003; HC bạc QG đôi nữ 2004-2006; HC bạc đơn nữ QG 2006; HC đồng QG đơn nữ 2002.
- SEA Games: HC đồng đồng đội nữ 2001, 2003
- Hai HC bạc đơn nữ, HC bạc đôi nữ ở giải quốc tế North Shore City (New Zealand), Noumea (New Caledonia).
- Hai HC đồng đơn nữ ở giải quốc tế Robot VN, giải Romania 2007
- HC vàng đơn nữ giải Lao Future Series 2008
- Lọt vào vòng 32 môn cầu lông ở Olympic Bắc Kinh 2008